# شهادت حسین
قاضی شهادت حسین (بنگالی: কাজী শাহাদাত হোসেন؛ زادهٔ ۷ اوت ۱۹۸۶) بازیکن کریکت اهل بنگلادش است. او اولین بازی خود را برای تیم ملی کریکت بنگلادش در سال ۲۰۰۵ انجام داده است.